# Finland op de Olympische Zomerspelen 1920
Finland nam deel aan de Olympische Zomerspelen 1920 in Antwerpen, België. Met 34 medailles waren de Finnen erg succesvol. Ze eindigden op de vierde plaats in het medailleklassement.

## Medailleoverzicht
| Sport       | Olympiër                                                                                                  | Onderdeel                           | Medaille |
| ----------- | --- | ----------------------------------- | -------- |
| Atletiek    | Paavo Nurmi                                                                                               | 10000m (m)                          | Goud     |
| Atletiek    | Hannes Kolehmainen                                                                                        | marathon (m)                        | Goud     |
| Atletiek    | Vilho Immanuel Tuulos                                                                                     | hink-stap-springen (m)              | Goud     |
| Atletiek    | Frans Wilhelmi Pörhölä                                                                                    | kogelstoten (m)                     | Goud     |
| Atletiek    | Elmer Konstantin Niklander                                                                                | discuswerpen (m)                    | Goud     |
| Atletiek    | Jonni Myyrä                                                                                               | speerwerpen (m)                     | Goud     |
| Atletiek    | Eero Reino Lehtonen                                                                                       | vijfkamp (m)                        | Goud     |
| Atletiek    | Paavo Nurmi                                                                                               | veldlopen (m)                       | Goud     |
| Atletiek    | Frederick Teudor Koskenniemi Heikki Liimatainen Paavo Nurmi                                               | veldlopen team (m)                  | Goud     |
| Kunstrijden | Ludowika Jakobsson Walter Jakobsson                                                                       | gemengd paar                        | Goud     |
| Worstelen   | Kalle Antilla                                                                                             | -67,5kg vrije stijl (m)             | Goud     |
| Worstelen   | Eino Aukusti Leino                                                                                        | -75kg vrije stijl (m)               | Goud     |
| Worstelen   | Oskar David Friman                                                                                        | -60kg Grieks-Romeins (m)            | Goud     |
| Worstelen   | Eemil Ernesti Väre                                                                                        | -67,5kg Grieks-Romeins (m)          | Goud     |
| Worstelen   | Adolf Valentin Lindfors                                                                                   | +82kg Grieks-Romeins (m)            | Goud     |
| Atletiek    | Paavo Nurmi                                                                                               | 5000m (m)                           | Zilver   |
| Atletiek    | Elmer Konstantin Niklander                                                                                | kogelstoten (m)                     | Zilver   |
| Atletiek    | Armas Rudolf Taipale                                                                                      | discuswerpen (m)                    | Zilver   |
| Atletiek    | Urho Pellervo Peltonen                                                                                    | speerwerpen (m)                     | Zilver   |
| Schietsport | Yrjö Kolho Kaarlo Kustaa Lappalainen Robert Tikkanen Nestori Toivonen Karl Magnus Wegelius                | 100m bewegend doel 1 schot (m)      | Zilver   |
| Worstelen   | Väinö Penttala                                                                                            | -67,5kg vrije stijl (m)             | Zilver   |
| Worstelen   | Heikki Kähkönen                                                                                           | -60kg Grieks-Romeins (m)            | Zilver   |
| Worstelen   | Taavi Tamminen                                                                                            | -67,5kg Grieks-Romeins (m)          | Zilver   |
| Worstelen   | Arthur Lindfors                                                                                           | -75kg Grieks-Romeins (m)            | Zilver   |
| Worstelen   | Edil Rosenqvist                                                                                           | -82kg Grieks-Romeins (m)            | Zilver   |
| Atletiek    | Paavo Jaale-Johansson                                                                                     | speerwerpen (m)                     | Brons    |
| Atletiek    | Hugo Jalmari Lahtinen                                                                                     | vijfkamp (m)                        | Brons    |
| Atletiek    | Heikki Liimatainen                                                                                        | veldlopen (m)                       | Brons    |
| Schietsport | Yrjö Kolho Robert Tikkanen Nestori Toivonen Vilho Vauhkonen Karl Magnus Wegelius                          | 100m bewegend doel dubbel schot (m) | Brons    |
| Schietsport | Voitto Waldemar Kolho Kaarlo Kustaa Lappalainen Veli Heikki Nieminen Vilho Vauhkonen Karl Magnus Wegelius | 300m vrij geweer liggend (m)        | Brons    |
| Worstelen   | Matti Perttilä                                                                                            | -75kg Grieks-Romeins (m)            | Brons    |
| Worstelen   | Martti Nieminen                                                                                           | +82kg Grieks-Romeins (m)            | Brons    |
| Zwemmen     | Arvo Ossian Aaltonen                                                                                      | 200m schoolslag (m)                 | Brons    |
| Zwemmen     | Arvo Ossian Aaltonen                                                                                      | 400m schoolslag (m)                 | Brons    |

## Deelnemers en resultaten

### Atletiek
| Olympiër                                          | Onderdeel                | Resultaat    | Prestatie                                                   |
| ------------------------------------------------- | ------------------------ | ------------ | ----------------------------------------------------------- |
| Lauri Pihkala                                     | 400m (m)                 | 14e          | serie 5: 2de in 51,1 kwartfinale 1: 4de in 51,1             |
| Teodor Koskenniemi                                | 5000m (m)                | 4e           | serie 1: 3de in 15.22,0 finale: 4de in 15.17,0              |
| Paavo Nurmi                                       | 5000m (m)                | Zilver       | serie 3: 2de in 15.33,0 finale: 2de in 15.00,0              |
| Ilmari Vesamaa                                    | 5000m (m)                | 17e          | serie 4: 5de in 15.54,4                                     |
| Heikki Liimatainen                                | 10000m (m)               | 7e           | serie 3: 1ste in 32.08,2 finale: 7de in 32.28,0             |
| Paavo Nurmi                                       | 10000m (m)               | Goud         | serie 1: 2de in 33.46,3 finale: 1ste in 31.45,8             |
| Valdemar Wickholm                                 | 400m horden (m)          | 11e          | serie 4: 3de in 57,9                                        |
| Erik Wilén                                        | 400m horden (m)          | halve finale | serie 1: 2de in 58,4 halve finale 2: 5de                    |
| Oskari Rissanen                                   | 3000m steeplechase (m)   | DNF          | serie 1: 3de in 11.07,5 finale: niet gestart                |
| Ilmari Vesamaa                                    | 3000m steeplechase (m)   | 10e          | serie 3: 4de in 10.32,2                                     |
| Hannes Kolehmainen                                | marathon (m)             | Goud         | 2:32.35,8 (WR)                                              |
| Tatu Kolehmainen                                  | marathon (m)             | 10e          | 2:44.02,3                                                   |
| Urho Tallgren                                     | marathon (m)             | 9e           | 2:42.40,0                                                   |
| Juho Tuomikoski                                   | marathon (m)             | 5e           | 2:40.18,8                                                   |
| Hugo Lahtinen                                     | verspringen (m)          | 19e          | kwalificatie: 19de met 6,19m                                |
| Eero Lehtonen                                     | verspringen (m)          | 16e          | kwalificatie: 16de met 6,285m                               |
| Ossian Nylund                                     | hink-stap-springen (m)   | 7e           | kwalificatie: 7de met 13,74m                                |
| Vilho Tuulos                                      | hink-stap-springen (m)   | Goud         | kwalificatie: 1ste met 14,505m finale: 1ste met 14,505m     |
| Jussi Ruoho                                       | polsstokhoogspringen (m) | 12e          | kwalificatie: 1ste met 3,60m finale: 12de met 3,40m         |
| Elmer Niklander                                   | kogelstoten (m)          | Zilver       | kwalificatie: 1ste met 14,155m finale: 2de met 14,155m      |
| Ville Pörhölä                                     | kogelstoten (m)          | Goud         | kwalificatie: 3de met 14,035m finale: 1ste met 14,81m       |
| Armas Taipale                                     | kogelstoten (m)          | 10e          | kwalificatie: 10de met 12,945m                              |
| Jonni Myyrä                                       | discuswerpen (m)         | 12e          | kwalificatie: 12de met 37,00m                               |
| Elmer Niklander                                   | discuswerpen (m)         | Goud         | kwalificatie: 1ste met 44,685m finale: 1ste met 44,685m     |
| Ville Pörhölä                                     | discuswerpen (m)         | 8e           | kwalificatie: 8ste met 38,19m                               |
| Armas Taipale                                     | discuswerpen (m)         | Zilver       | kwalificatie: 2de met 44,19m finale: 2de met 44,19m         |
| Paavo Johansson                                   | speerwerpen (m)          | Brons        | kwalificatie: 2de met 63,095m finale: 3de met 63,095m       |
| Elmer Niklander                                   | speerwerpen (m)          | Goud         | kwalificatie: 3de met 60,63m finale: 1ste met 65,78m (OR)   |
| Jonni Myyrä                                       | speerwerpen (m)          | Zilver       | kwalificatie: 1ste met 63,605m (OR) finale: 2de met 63,605m |
| Urho Peltonen                                     | speerwerpen (m)          | 4e           | kwalificatie: 5de met 60,045m finale: 4de met 62,395m       |
| Julius Saaristo                                   | kogelslingeren (m)       | 11e          | kwalificatie: 11de met 41,76m                               |
| Elmer Niklander                                   | gewichtwerpen (m)        | 8e           | kwalificatie: 8ste met 8,865m                               |
| Johan Pettersson                                  | gewichtwerpen (m)        | 6e           | kwalificatie: 6de met 9,375m finale: 6de met 9,375m         |
| Ville Pörhölä                                     | gewichtwerpen (m)        | 9e           | kwalificatie: 9de met 8,85m                                 |
| Hugo Lahtinen                                     | vijfkamp (m)             | Brons        | 26 punten                                                   |
| Eero Lehtonen                                     | vijfkamp (m)             | Goud         | 14 punten                                                   |
| Jonni Myyrä                                       | vijfkamp (m)             | DNF          | niet gefinisht                                              |
| Ossian Nylund                                     | vijfkamp (m)             | DNF          | niet gefinisht                                              |
| Pekka Johansson                                   | tienkamp (m)             | DNF          | niet gefinisht                                              |
| Hugo Lahtinen                                     | tienkamp (m)             | DNF          | niet gefinisht                                              |
| Eero Lehtonen                                     | tienkamp (m)             | DNF          | niet gefinisht                                              |
| Valdemar Wickholm                                 | tienkamp (m)             | 6e           | 6405,46 punten                                              |
| Teodor Koskenniemi                                | veldlopen (m)            | 6e           | 27.57,2                                                     |
| Heikki Liimatainen                                | veldlopen (m)            | Brons        | 27.37,0                                                     |
| Hannes Miettinen                                  | veldlopen (m)            | 23e          |                                                             |
| Paavo Nurmi                                       | veldlopen (m)            | Goud         | 27.15,0                                                     |
| Eino Rastas                                       | veldlopen (m)            | 18e          |                                                             |
| Ilmari Vesamaa                                    | veldlopen (m)            | 14e          |                                                             |
| Teodor Koskenniemi Heikki Liimatainen Paavo Nurmi | veldlopen team (m)       | Goud         | 10 punten                                                   |

### Gewichtheffen
| Olympiër       | Onderdeel   | Resultaat | Prestatie      |
| -------------- | ----------- | --------- | -------------- |
| Rudolf Ekström | -82,5kg (m) | DNF       | niet gefinisht |

### Kunstrijden
| Olympiër                            | Onderdeel | Resultaat | Prestatie |
| ----------------------------------- | --------- | --------- | --------- |
| Sakari Ilmane                       | mannen    | 5e        |           |
| Ludowika Jakobsson Walter Jakobsson | paren     | Goud      |           |

### Moderne vijfkamp
| Olympiër         | Onderdeel | Resultaat | Prestatie      |
| ---------------- | --------- | --------- | -------------- |
| Emil Hagelberg   | mannen    | 7e        | 51 punten      |
| Kalle Kainuvaara | mannen    | DNF       | niet gefinisht |

### Paardensport
| Olympiër      | Onderdeel   | Resultaat | Prestatie      |
| Eventing      | Eventing    | Eventing  | Eventing       |
| ------------- | ----------- | --------- | -------------- |
| Oskar Wilkman | individueel | 17e       | 1282,50 punten |

### Schietsport
| Olympiër                                                                            | Onderdeel                                    | Resultaat | Prestatie                 |
| ----------------------------------------------------------------------------------- | -------------------------------------------- | --------- | ------------------------- |
| Frans Nässling Voitto Kolho Toivo Tikkanen Nestori Toivonen Yrjö Kolho              | 50m vrij pistool team (m)                    | 11e       | 2052 punten               |
| Voitto Kolho                                                                        | 300m vrij geweer 3 houdingen (m)             | 7e        | 974 punten: (357-301-316) |
| Kalle Lappalainen                                                                   | 300m vrij geweer 3 houdingen (m)             | 18e       | 945 punten: (347-270-328) |
| Veli Nieminen                                                                       | 300m vrij geweer 3 houdingen (m)             | 20e       | 934 punten: (338-263-333) |
| Vilho Vauhkonen                                                                     | 300m vrij geweer 3 houdingen (m)             | 9e        | 966 punten: (336-295-335) |
| Magnus Wegelius                                                                     | 300m vrij geweer 3 houdingen (m)             | 37e       | 849 punten: (357-301-316) |
| Voitto Kolho Vilho Vauhkonen Kalle Lappalainen Veli Nieminen Karl Magnus Wegelius   | 300m vrij geweer 3 houdingen team (m)        | 7e        | 4668 punten               |
| Vilho Vauhkonen                                                                     | 300m militair geweer liggend (m)             | 4e        | 59 punten                 |
| Vilho Vauhkonen Kalle Lappalainen Veli Nieminen Karl Magnus Wegelius Voitto Kolho   | 300m militair geweer liggend team (m)        | Brons     | 281 punten                |
| Karl Magnus Wegelius                                                                | 300m militair geweer staand (m)              | 9e        | 51 punten                 |
| Kalle Lappalainen Vilho Vauhkonen Karl Magnus Wegelius Voitto Kolho Nestor Toivonen | 300m militair geweer staand team (m)         | 7e        | 235 punten                |
| Karl Magnus Wegelius                                                                | 600m militair geweer liggend (m)             | 9e        | 56 punten                 |
| Veli Nieminen Voitto Kolho Vilho Vauhkonen Karl Magnus Wegelius Kalle Lappalainen   | 600m militair geweer liggend team (m)        | 8e        | 268 punten                |
| Veli Nieminen Voitto Kolho Vilho Vauhkonen Karl Magnus Wegelius Kalle Lappalainen   | 300m + 600m militair geweer liggend team (m) | 10e       | 524 punten                |
| Yrjö Kolho                                                                          | 100m bewegend doel 1 schot (m)               | 4e        | 40 punten                 |
| Toivo Tikkanen                                                                      | 100m bewegend doel 1 schot (m)               | 5e        | 40 punten                 |
| Nestori Toivonen Yrjö Kolho Karl Magnus Wegelius Toivo Tikkanen Kalle Lappalainen   | 100m bewegend doel 1 schot team (m)          | Zilver    | 159 punten                |
| Nestori Toivonen Yrjö Kolho Karl Magnus Wegelius Toivo Tikkanen Vilho Vauhkonen     | 100m bewegend doel dubbel schot team (m)     | Brons     | 285 punten                |
| Veli Nieminen                                                                       | trap (m)                                     | onbekend  |                           |

### Schoonspringen
| Olympiër         | Onderdeel      | Resultaat | Prestatie                                            |
| ---------------- | -------------- | --------- | ---------------------------------------------------- |
| Kalle Kainuvaara | 10m toren (m)  | 14e       | groep 2: 7de met 35 punten                           |
| Lauri Kyöstilä   | 10m toren (m)  | 9e        | groep 2: 4de met 21 punten                           |
| Kalle Kainuvaara | hoogduiken (m) | 10e       | groep 2: 4de met 15 punten                           |
| Yrjö Valkama     | hoogduiken (m) | 5e        | groep 3: 3de met 14 punten finale: 5de met 23 punten |

### Worstelen
| Olympiër        | Onderdeel   | Resultaat   | Prestatie |
| Vrije stijl     | Vrije stijl | Vrije stijl | Vrije stijl |
| --------------- | ----------- | ----------- | --- |
| Kaarlo Mäkinen  | -54kg (m)   | 9e          | 1ste ronde: V van USA Gerson |
| Kalle Anttila   | -61kg (m)   | Goud        | 1ste ronde: W van FRA Deligny kwartfinale: W van USA Shimmon halve finale: W van BEL Thys finale: W van SWE Svensson |
| Väinö Penttala  | -69kg (m)   | Zilver      | 1ste ronde: W van FRA Backsman 2de ronde: W van GBR Bacon kwartfinale: W van BEL Derkinderen halve finale: W van USA Frantz finale: V van FIN Leino |
| Eino Leino      | -69kg (m)   | Goud        | 1ste ronde: vrij 2de ronde: W van SUI Bron kwartfinale: W van BEL Janssens halve finale: W van USA Johnson finale: W van FIN Penttala |
| Johan Gallén    | -80kg (m)   | 5e          | 1ste ronde: W van BEL Roosen kwartfinale: V van SWE Larsson |
| Emil Westerlund | -80kg (m)   | 5e          | 1ste ronde: W van GBR Rhys kwartfinale: V van USA Maurer |
| Sven Mattsson   | +80kg (m)   | 5e          | 1ste ronde: V van USA Pendleton |
| Jussi Salila    | +80kg (m)   | 5e          | 1ste ronde: V van SUI Roth |
| Grieks-Romeins  |             |             | |
| Oskari Friman   | -60kg (m)   | Goud        | 1ste ronde: vrij 2de ronde: W van USA Gallery kwartfinale: W van SWE Svensson halve finale: W van BEL Boumans finale: W van FIN Kähkonen |
| Heikki Kähkönen | -60kg (m)   | Zilver      | 1ste ronde: vrij 2de ronde: W van USA Brian kwartfinale: W van DEN Torgensen halve finale: W van EST Putsep finale: V van FIN Friman zilveren halve finale: W van SWE Svensson zilveren finale: W van BEL Boumans                                                                                |
| Emil Väre       | -67,5kg (m) | Goud        | 1ste ronde: W van DEN Christiansen 2de ronde: W van FRA Rohon kwartfinale: W van BEL Janssens halve finale: W van DEN Frisenfeldt finale: W van FIN Tamminen |
| Taavi Tamminen  | -67,5kg (m) | Zilver      | 1ste ronde: vrij 2de ronde: W van TCH Kopriva kwartfinale: W van NOR Frydenlund halve finale: W van NOR Andersen finale: V van FIN Väre zilveren halve finale: W van BEL Janssens zilveren finale: W van DEN Frisenfeldt                                                                         |
| Arthur Lindfors | -75kg (m)   | Zilver      | 1ste ronde: W van DEN Christensen 2de ronde: W van NOR Johnsen kwartfinale: W van TCH Balej halve finale: W van USA Szymanski finale: V van SWE Westergren zilveren halve finale: W van NED Eillebrecht zilveren finale: W van FIN Perttilä                                                      |
| Masa Perttilä   | -75kg (m)   | Brons       | 1ste ronde: W van BEL Cornelis 2de ronde: W van DEN Nielsen kwartfinale: W van SWE Faltström halve finale: V van SWE Westergrun zilveren halve finale: W van BEL Vanderleenden zilveren finale: V van FIN Lindfors bronzen halve finale: W van NED Eillebrecht bronzen finale: W van NOR Johnsen |
| Anders Rajala   | -82,5kg (m) | 5e          | 1ste ronde: vrij 2de ronde: W van TCH Tazler kwartfinale: V van BEL Wahlem |
| Edil Rosenqvist | -82,5kg (m) | Zilver      | 1ste ronde: vrij 2de ronde: V van SWE Johanson zilveren halve finale: W van DEN Tetens zilveren finale: W van DEN Eriksen |
| Adolf Lindfors  | +82,5kg (m) | Goud        | 1ste ronde: W van FRA Gasiglia 2de ronde: W van USA Willkie kwartfinale: W van FRA Dame halve finale: W van DEN Hansen finale: W van SWE Ahlgren |
| Martti Nieminen | +82,5kg (m) | Brons       | 1ste ronde: vrij 2de ronde: W van DEN Larsen kwartfinale: V van DEN Hansen bronzen halve finale: W van USA Willkie bronzen finale: W van USA Weyand |

### Zwemmen
| Olympiër      | Onderdeel           | Resultaat | Prestatie                                                                   |
| ------------- | ------------------- | --------- | --------------------------------------------------------------------------- |
| Arvo Aaltonen | 200m schoolslag (m) | Brons     | serie 3: 2de in 3.11,6 halve finale 2: 2de in 3.12,4 finale: 3de in 3.12,2  |
| Arvo Aaltonen | 400m schoolslag (m) | Brons     | serie 2: 2de in 6.50,0 halve finale 2: 1ste in 6.45,0 finale: 3de in 6.48,0 |

Argentinië · Australië · België · Brazilië · Brits-Indië · Canada · Chili · Denemarken · Egypte · Estland · Finland · Frankrijk · Griekenland · Groot-Brittannië · Italië · Japan · Joegoslavië · Luxemburg · Monaco · Nederland · Nieuw-Zeeland · Noorwegen · Portugal · Spanje · Tsjecho-Slowakije · Verenigde Staten · Zuid-Afrika · Zweden · Zwitserland